# Liste der Monuments historiques in Le Luhier
Die Liste der Monuments historiques in Le Luhier führt die Monuments historiques in der französischen Gemeinde Le Luhier auf.

## Liste der Objekte
| Bezeichnung                      | Beschreibung                                                                                    | Standort                       | Kennzeichnung | Schutzstatus | Datum | Bild |
| -------------------------------- | ----------------------------------------------------------------------------------------------- | ------------------------------ | ------------- | ------------ | ----- | ---- |
| Reiterskulptur Heiliger Hubertus | Holz, farbig gefasst, 16. Jahrhundert                                                           | in der Kirche St-Hubert (Lage) | PM25000883    | Classé       | 1962  |      |
| Hauptaltar                       | Altartisch und Retabel; Holz, teilweise vergoldet, 18. Jahrhundert                              | in der Kirche St-Hubert (Lage) | PM25000884    | Classé       | 1964  |      |
| Marienaltar                      | rechter Seitenaltar; Retabel und Skulptur; Holz, farbig gefasst und vergoldet, 18. Jahrhundert  | in der Kirche St-Hubert (Lage) | PM25000885    | Classé       | 1964  |      |
| Kruzifix                         | Holz, farbig gefasst, 16. Jahrhundert                                                           | in der Kirche St-Hubert (Lage) | PM25000887    | Classé       | 1964  |      |
| Pietà                            | Holz, weiß gefasst, 17. Jahrhundert                                                             | in der Kirche St-Hubert (Lage) | PM25000888    | Classé       | 1964  |      |
| Zwei Reliquiare                  | Holz, vergoldet, 18. Jahrhundert                                                                | in der Kirche St-Hubert (Lage) | PM25000889    | Classé       | 1979  |      |
| Sechs Altarleuchter              | Holz, vergoldet, 18. Jahrhundert                                                                | in der Kirche St-Hubert (Lage) | PM25000890    | Classé       | 1979  |      |
| Josefsaltar                      | linker Seitenaltar; Altartisch und Retabel; Holz, farbig gefasst und vergoldet, 18. Jahrhundert | in der Kirche St-Hubert (Lage) | PM25000891    | Classé       | 1979  |      |
| Kelch und Patene                 | Silber, vergoldet, bezeichnet 168[7], Goldschmied Simon Arbilleur                               | in der Kirche St-Hubert (Lage) | PM25000893    | Classé       | 1985  |      |
| Kelch und Patene                 | Silber, um 1785, Goldschmied Pierre-François Grandguillaume                                     | in der Kirche St-Hubert (Lage) | PM25000894    | Classé       | 1985  |      |
| Kronleuchter                     | Bronze, vergoldet, Ende des 18. Jahrhunderts                                                    | in der Kirche St-Hubert (Lage) | PM25002210    | Inscrit      | 1984  |      |
| Glocke                           | Bronze, 1774 gegossen; aus Laval-le-Prieuré                                                     | in der Kirche St-Hubert (Lage) | PM25000882    | Classé       | 1942  |      |
| Kanzel                           | Holz, 18. Jahrhundert                                                                           | in der Kirche St-Hubert (Lage) | PM25000886    | Classé       | 1964  |      |
| Wandvertäfelung des Chorraums    | mit zwei Kredenzen; Holz, teilweise farbig gefasst und vergoldet, 18. Jahrhundert               | in der Kirche St-Hubert (Lage) | PM25000892    | Classé       | 1979  |      |